# U-1277
Unterseeboot 1277 foi um submarino alemão do Tipo VIIC/41, pertencente à Kriegsmarine que atuou durante a Segunda Guerra Mundial.
Foi comissionado ao Capitão Ehrenreich-Peter Stever, a 3 de Maio de 1944, e teve a particularidade de ser um dos dois submarinos afundados pela própria tripulação, ao largo da costa portuguesa em 1945, contrariando a ordem de rendição de Dönitz.

## Afundamento
U-1277 é invulgar, não recebendo a ordem de rendição de Dönitz, em 8 de Maio de 1945, ou preferindo ignorá-la. O que se sabe é que continuou a patrulha no Atlântico Norte, por mais um mês, e a sua tripulação, finalmente, fez o afundamento em 3 de junho de 1945, na costa norte de Portugal. 
Todos os 47 elementos da tripulação desembarcaram com segurança, a partir de seu barco afundado, em botes de borracha, na praia de Angeiras. Foram detidos pelas autoridades portuguesas, e entregues a um navio britânico, alguns dias mais tarde. A tripulação só foi libertada em 1947.